# Regina Sterz
Regina Sterz (* 23. März 1985 in St. Johann in Tirol als Regina Mader) ist eine ehemalige österreichische Skirennläuferin. Sie war vor allem im Super-G und in der Abfahrt erfolgreich. Sie gehörte dem A-Kader des Österreichischen Skiverbandes (ÖSV) an und fuhr für den SC Erpfendorf-Wald.

## Biografie
Nach der Volksschule in ihrem Heimatort Erpfendorf und der Hauptschule in St. Johann in Tirol absolvierte Mader das Skigymnasium in Stams. Ihre ersten FIS-Rennen bestritt sie im November 2000, nach Aufnahme in den Kader des Österreichischen Skiverbandes anno 2002 folgten die ersten Europacup-Starts im Februar 2003. Bei Juniorenweltmeisterschaften, an denen sie von 2003 bis 2005 teilnahm, war ihr bestes Ergebnis ein achter Platz in der Abfahrt 2005. Bis Jänner 2008 erreichte sie im Europacup fünf dritte Plätze – jeweils im Super-G – und belegte damit in den Jahren 2006 und 2008 den fünften Rang in der Super-G-Disziplinenwertung. Ihren ersten Sieg im Europacup feierte sie am 27. Jänner 2009 beim Riesenslalom in Götschen-Bischofswiesen. Zwischen 2005 und 2008 war Sterz im Heeressportzentrum des Österreichischen Bundehseers als Heeressportlerin aktiv.
Im Weltcup debütierte Regina Mader im Jänner 2007; regelmäßige Weltcupeinsätze folgten ab der Saison 2008/09. Das erste Top-10-Resultat gelang ihr am 1. März 2009 mit Platz neun im Super-G von Bansko. Weitere Top-10-Ergebnisse blieben zunächst die Ausnahme. Bei den Olympischen Winterspielen 2010 in Vancouver wurde sie 14. in der Abfahrt. In der Saison 2010/11 fuhr Mader erstmals in mehreren Weltcuprennen unter die schnellsten zehn. Ihr bestes Saisonresultat war der sechste Platz im Super-G von Cortina d’Ampezzo am 23. Jänner 2011. Bei den Weltmeisterschaften 2011 in Garmisch-Partenkirchen startete sie nur in der Abfahrt und belegte Rang 23. Die Weltcupsaison 2011/12 verlief weniger erfolgreich als der Vorwinter, ihr bestes Ergebnis war ein 16. Platz im Super-G von Cortina d’Ampezzo.
Am 23. Juni 2012 heiratete Regina Mader ihren Verlobten Patrick Sterz. Anlässlich der Hochzeit verzichtete sie auf einen Doppelnamen und startet seither als Regina Sterz. Am 19. Jänner 2013 erzielte sie mit dem fünften Platz in der Abfahrt von Cortina d’Ampezzo ihr bestes Weltcupresultat. Dieses Ergebnis egalisierte sie fünf Wochen später in der Abfahrt von Méribel. Am 19. März 2015 gab Sterz ihren Rücktritt bekannt. Am 1. Jänner 2016 wurde Sterz Mutter einer Tochter.

## Erfolge

### Olympische Spiele
- Vancouver 2010: 14. Abfahrt
- Sotschi 2014: 11. Super-G

### Weltmeisterschaften
- Garmisch-Partenkirchen 2011: 23. Abfahrt
- Schladming 2013: 17. Super-G, 18. Abfahrt

### Weltcup
- 11 Platzierungen unter den besten zehn

### Europacup
- Saison 2004/05: 7. Super-G-Wertung
- Saison 2005/06: 7. Gesamtwertung, 5. Super-G-Wertung
- Saison 2006/07: 8. Super-G-Wertung, 8. Riesenslalomwertung
- 8 Podestplätze, davon 2 Siege:

| Datum           | Ort                     | Land        | Disziplin    |
| --------------- | ----------------------- | ----------- | ------------ |
| 27. Jänner 2009 | Götschen-Bischofswiesen | Deutschland | Riesenslalom |
| 11. März 2010   | Tarvis                  | Italien     | Super-G      |

### Juniorenweltmeisterschaften
- Briançonnais 2003: 11. Kombination, 16. Slalom, 17. Abfahrt, 24. Super-G, 44. Riesenslalom
- Maribor 2004: 10. Kombination, 12. Riesenslalom, 14. Super-G, 21. Abfahrt, 27. Slalom
- Bardonecchia 2005: 8. Abfahrt, 12. Super-G

### Weitere Erfolge
- Silbermedaille im Riesenslalom bei der Militär- und Polizeiweltmeisterschaft 2006
- 1 Podestplatz im Australia New Zealand Cup
- 8 Siege bei FIS-Rennen